# Liste der denkmalgeschützten Objekte in Hitzendorf (Steiermark)
Die Liste der denkmalgeschützten Objekte in Hitzendorf enthält die 13 denkmalgeschützten, unbeweglichen Objekte der Gemeinde Hitzendorf im steirischen Bezirk Graz-Umgebung.

## Denkmäler
| Foto |                 | Denkmal | Standort                                   | Beschreibung | Metadaten |
| ---- | --------------- | --- | ------------------------------------------ | --- | --- |
| ja   | Datei hochladen | Ortskapelle Maria Lourdes HERIS-ID: 91861 Objekt-ID: 106747                                                                   | Attendorf Standort KG: Attendorf           | Die Grundsteinlegung zum Bau der Kapelle erfolgte im März 1888. Im April 1889 wurde die Kapelle geweiht. 1930 wurde sie zu einer Messkapelle erhoben. | BDA-Hist.: Q37756677 Status: § 2a Stand der BDA-Liste: 2025-06-30 Name: Ortskapelle Maria Lourdes GstNr.: .181 Ortskapelle Attendorf                                                                                   |
| ja   | Datei hochladen | Sog. Hallerschloss mit Kapelle HERIS-ID: 88171 Objekt-ID: 102705                                                              | Attendorfberg 23 Standort KG: Attendorf    | | BDA-Hist.: Q37723921 Status: Bescheid Stand der BDA-Liste: 2025-06-30 Name: Sog. Hallerschloss mit Kapelle GstNr.: .71 Hallerschloss (Attendorf)                                                                       |
| ja   | Datei hochladen | Grabhügelgruppe Hartwald HERIS-ID: 46735 Objekt-ID: 48873                                                                     | Hartwald Standort KG: Attendorf            | | BDA-Hist.: Q38023293 Status: Bescheid Stand der BDA-Liste: 2025-06-30 Name: Grabhügelgruppe Hartwald GstNr.: 526/1, 527 Grabhügelgruppe Hartwald                                                                       |
| ja   | Datei hochladen | Schloss Altenberg HERIS-ID: 37181 Objekt-ID: 36261                                                                            | Altenberg 1 Standort KG: Berndorf          | Das Schloss Altenberg wurde am Ende des 17. Jahrhunderts im barocken Stil errichtet. An seinen Ecken wurden Erkertürme errichtet und es besitzt eine Schlosskapelle. | BDA-Hist.: Q1798425 Status: Bescheid Stand der BDA-Liste: 2025-06-30 Name: Schloss Altenberg GstNr.: .123 Schloss Altenberg                                                                                            |
| ja   | Datei hochladen | Ortskapelle Berndorf HERIS-ID: 99789 Objekt-ID: 115951                                                                        | Berndorf Standort KG: Berndorf             | Die Berndorfer Ortskapelle wurde 1903 nach einem Entwurf von Hans Brandstetter erbaut. Auf ihrem Altar befindet sich eine von ihm geschaffene Pietà. | BDA-Hist.: Q13607244 Status: § 2a Stand der BDA-Liste: 2025-06-30 Name: Ortskapelle Berndorf GstNr.: .189 Ortskapelle Berndorf                                                                                         |
| ja   | Datei hochladen | Pfarrhof HERIS-ID: 99743 Objekt-ID: 115900                                                                                    | Hitzendorf 1 Standort KG: Hitzendorf       | | BDA-Hist.: Q37774742 Status: § 2a Stand der BDA-Liste: 2025-06-30 Name: Pfarrhof GstNr.: .11/2 Pfarrhof Hitzendorf |
| ja   | Datei hochladen | Kath. Pfarrkirche hl. Maria und Kirchhof mit Portalanlage, Ummauerung und Figurenbildstöcken HERIS-ID: 51529 Objekt-ID: 57200 | Hitzendorf 1a Standort KG: Hitzendorf      | Die Pfarrkirche wurde im 13. Jahrhundert als einschiffiger Kirchenbau errichtet. Im 17. Jahrhundert wurde der Bau um zwei Seitenkapellen erweitert. 1699 brannte die Kirche ab und musste neu errichtet werden. Der Hauptaltar ist im neugotischen Stil gestaltet. Es befinden sich zwei von Hans Brandstetter erschaffenen Statuen im Kircheninnenraum. | BDA-Hist.: Q2082798 Status: § 2a Stand der BDA-Liste: 2025-06-30 Name: Kath. Pfarrkirche hl. Maria und Kirchhof mit Portalanlage, Ummauerung und Figurenbildstöcken GstNr.: .15 Pfarrkirche Maria zu den drei Feichten |
| ja   | Datei hochladen | Kapelle der Ulz-Mühle HERIS-ID: 99742 Objekt-ID: 115898                                                                       | bei Hitzendorf 26 Standort KG: Hitzendorf  | | BDA-Hist.: Q37774721 Status: Bescheid Stand der BDA-Liste: 2025-06-30 Name: Kapelle der Ulz-Mühle GstNr.: 811 Kapelle der Ulz-Mühle                                                                                    |
| ja   | Datei hochladen | Ulz-Mühle HERIS-ID: 44234 Objekt-ID: 44987                                                                                    | Hitzendorf 26 Standort KG: Hitzendorf      | | BDA-Hist.: Q38007681 Status: Bescheid Stand der BDA-Liste: 2025-06-30 Name: Ulz-Mühle GstNr.: 811 Ulz-Mühle |
| ja   | Datei hochladen | Schloss Tausendlust HERIS-ID: 45488 Objekt-ID: 46851                                                                          | Höllberg 1 Standort KG: Hitzendorf         | Das Schloss Tausendlust wurde in der zweiten Hälfte des 16. Jahrhunderts errichtet. Es befindet sich heute noch zum Großteil in seinem ursprünglichen Zustand. | BDA-Hist.: Q2243688 Status: Bescheid Stand der BDA-Liste: 2025-06-30 Name: Schloss Tausendlust GstNr.: .123/1 Schloss Tausendlust                                                                                      |
| ja   | Datei hochladen | Schloss Reiteregg HERIS-ID: 37221 Objekt-ID: 36301                                                                            | Neureiteregg 1 Standort KG: Hitzendorf     | Das Schloss Reiteregg wurde im 17. Jahrhundert erbaut. Seine Giebel sind als Treppengiebel ausgelegt und der Turm ist mit Zinnen bewehrt. Das Schloss hat eine Schlosskapelle. | BDA-Hist.: Q2243122 Status: Bescheid Stand der BDA-Liste: 2025-06-30 Name: Schloss Reiteregg GstNr.: .468 Schloss Reiteregg                                                                                            |
| ja   | Datei hochladen | Sog. Pestsäule HERIS-ID: 99752 Objekt-ID: 115909                                                                              | bei Neureiteregg 1 Standort KG: Hitzendorf | Die Pestsäule ist mit einem Kupferdach versehen und mit Blumen- und Obstgirlanden ausgestaltet. An den vier Nischen sind Figuren des heiligen Sebastian, des heiligen Urban, des heiligen Franziskus sowie des heiligen Antonius angebracht. | BDA-Hist.: Q37774754 Status: Bescheid Stand der BDA-Liste: 2025-06-30 Name: Sog. Pestsäule GstNr.: 3057/1 |
| ja   | Datei hochladen | Hügelgräbergruppe Mantscha HERIS-ID: 47004 Objekt-ID: 49426                                                                   | Mantscha Standort KG: Mantscha             | | BDA-Hist.: Q38025091 Status: Bescheid Stand der BDA-Liste: 2025-06-30 Name: Hügelgräbergruppe Mantscha GstNr.: 171/1 Hügelgräbergruppe in Mantscha                                                                     |